# 和田浦駅
和田浦駅（わだうらえき）は、千葉県南房総市和田町仁我浦（にがうら）にある、東日本旅客鉄道（JR東日本）内房線の駅である。関東の駅百選に選定されている。

## 概要
蘇我駅 - 当駅間の営業キロは、内房線周り（木更津、館山経由）で106.8 km、外房線周り（茂原、安房鴨川経由）で102.1 kmであり、内房・外房線の外周のほぼ中間に当たる。よって、蘇我駅以遠（外房線本千葉駅、及び京葉線千葉みなと駅方面）と当駅 - 安房鴨川間内房線各駅は後者の外房線経由の方が近いことになる。

## 歴史
- 1922年（大正11年）12月20日：鉄道省の駅として開設[1]。
- 1962年（昭和37年）10月1日：貨物取扱廃止[2]。
- 1971年（昭和46年）6月26日：荷物扱い廃止[2]。
- 1979年（昭和54年）：駅舎内改札からホームの駅票と海を写し込んだ写真が国鉄監修交通公社の時刻表3月号の表紙を飾る。
- 1985年（昭和60年）3月1日：無人駅化[3]。
- 1987年（昭和62年）4月1日：国鉄分割民営化に伴い、東日本旅客鉄道（JR東日本）の駅となる[1]。
- 1995年（平成7年）
  - 6月：駅舎改築工事に着手[4]。
  - 12月22日：駅舎改築[4]。
- 2000年（平成12年）：関東の駅百選に選定される[5]。選定理由は「捕鯨基地を有する町にあって、鯨をイメージしたふるさとの顔となる駅」[5]。
- 2009年（平成21年）3月14日：ICカード「Suica」の利用が可能となる[6]。東京近郊区間に組み込まれる[6]。
- 2017年（平成29年）4月1日：南房総市による乗車券委託販売（簡易委託）の受託を解除[7][8]。この日より再び終日無人駅となる[7][8]。

## 駅構造
相対式ホーム2面2線を有する地上駅。互いのホームは跨線橋で連絡している。駅舎は山側にあり、くじらの形をした新駅舎が1995年にできた。また、下りホームには待合室がある。
木更津統括センター（館山駅）管理の無人駅で、乗車駅証明書発行機が設置されている。Suicaチャージ機、自動券売機は設置されていない。トイレは、男女別の水洗式。
2010年（平成22年）2月10日より外房線PRC型自動放送（路線上は内房線であるが外房線CTCの管轄）が導入された。

### のりば
| 番線 | 路線    | 方向 | 行先                     |
| ---- | ------- | ---- | ------------------------ |
| 1    | ■内房線 | 上り | 館山・木更津・千葉方面   |
| 2    | ■内房線 | 下り | 安房鴨川・茂原・千葉方面 |

（出典：JR東日本:駅構内図）
- 1984年（昭和59年）まで海側に0番線が存在した。1982年（昭和57年）まで急行電車の夜間留置に使用されていた。
- ホームは10両編成までに対応する。

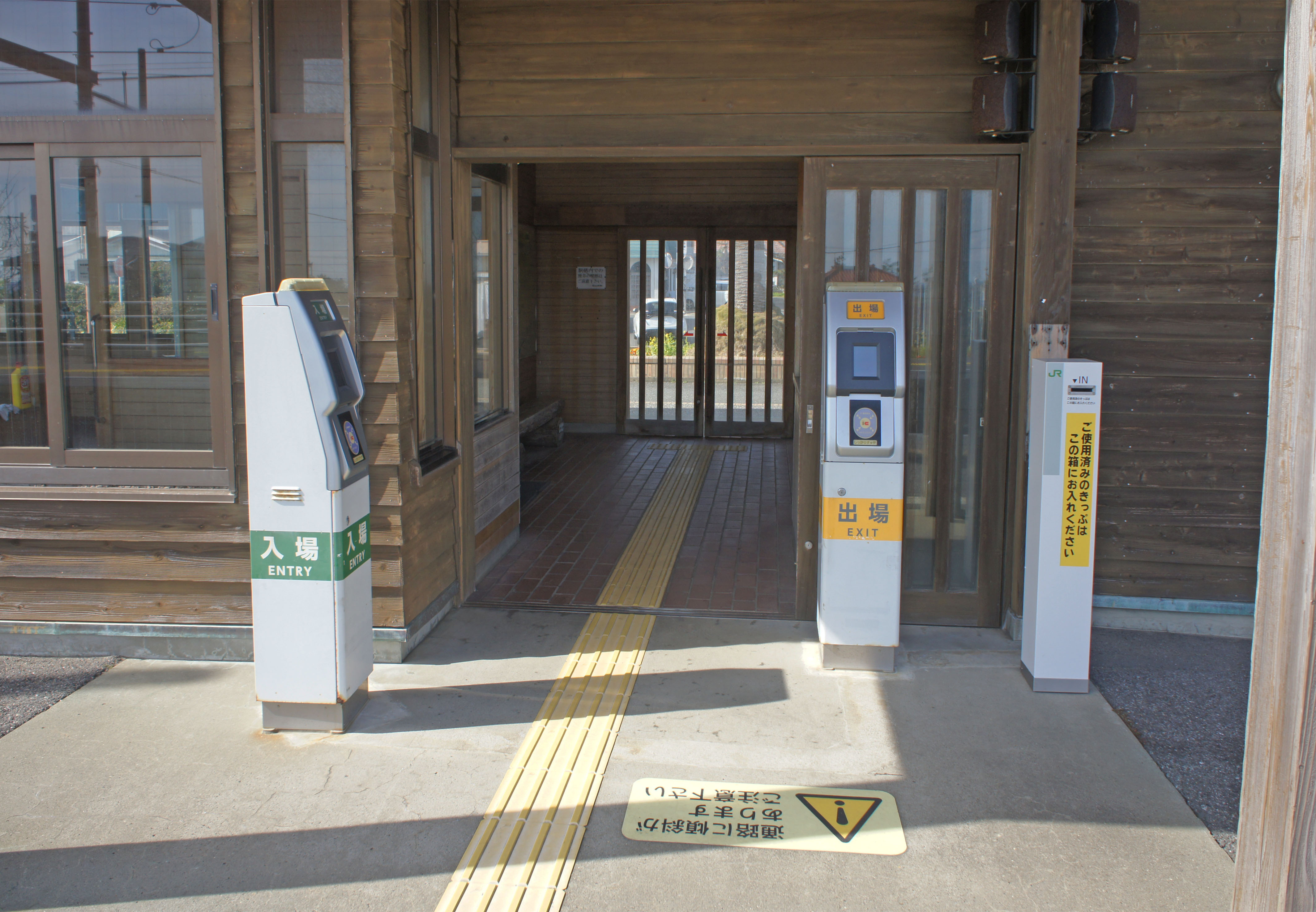
改札口（2022年2月）
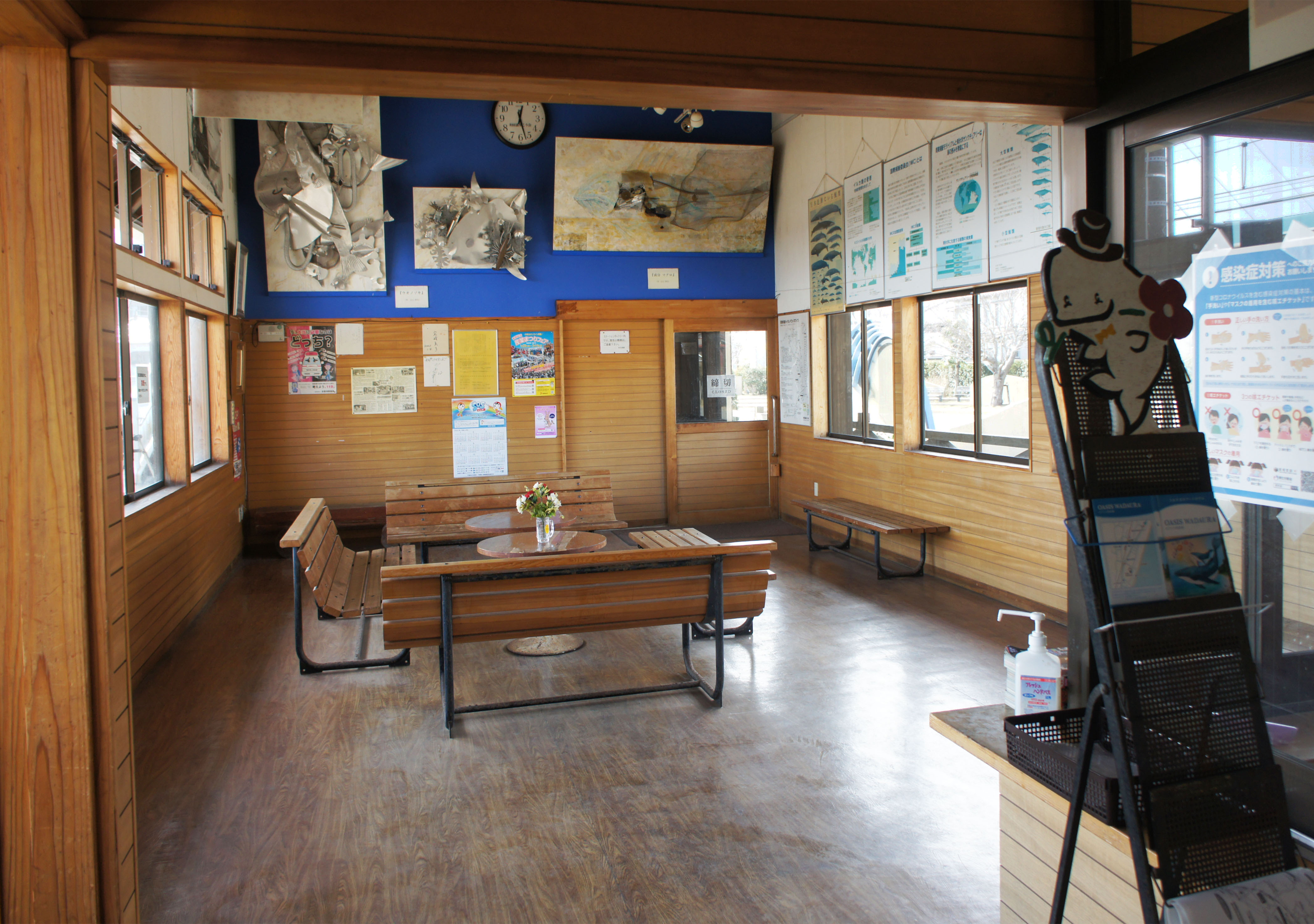
待合所（2022年2月）
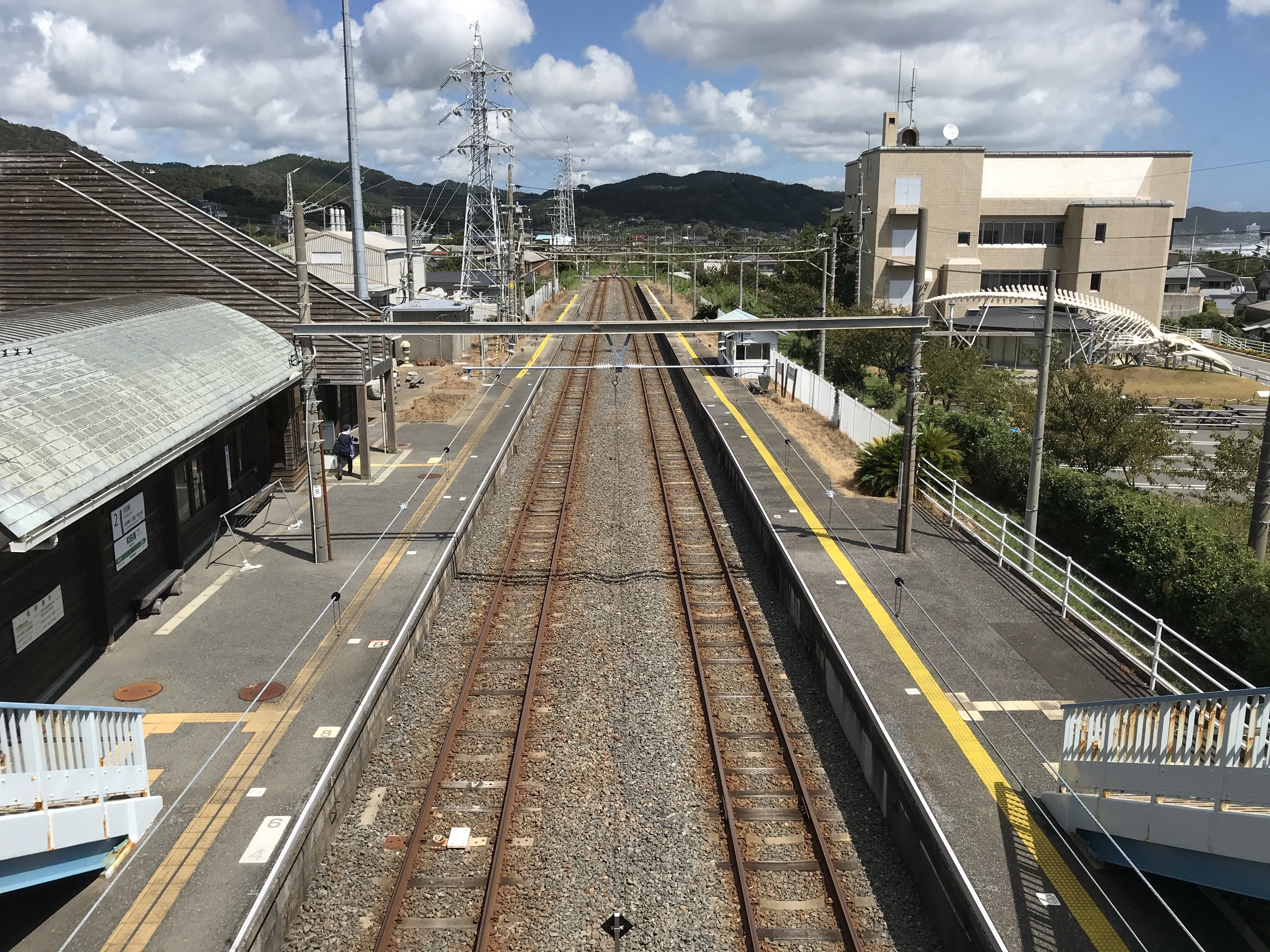
駅ホーム（2020年9月） ※右にあるのはシロナガスクジラ骨格レプリカ

## 利用状況
2015年（平成27年）度の1日平均乗車人員は94人である。
JR東日本および千葉県統計年鑑によると、近年の1日平均乗車人員の推移は以下の通り。
| 年度               | 1日平均 乗車人員 | 出典     |
| ------------------ | ---------------- | -------- |
| 1990年（平成02年） | 242              | [ * 1 ]  |
| 1991年（平成03年） | 186              | [ * 2 ]  |
| 1992年（平成04年） | 195              | [ * 3 ]  |
| 1993年（平成05年） | 253              | [ * 4 ]  |
| 1994年（平成06年） | 256              | [ * 5 ]  |
| 1995年（平成07年） | 238              | [ * 6 ]  |
| 1996年（平成08年） | 220              | [ * 7 ]  |
| 1997年（平成09年） | 196              | [ * 8 ]  |
| 1998年（平成10年） | 181              | [ * 9 ]  |
| 1999年（平成11年） | 179              | [ * 10 ] |
| 2000年（平成12年） | 180              | [ * 11 ] |
| 2001年（平成13年） | 171              | [ * 12 ] |
| 2002年（平成14年） | 165              | [ * 13 ] |
| 2003年（平成15年） | 154              | [ * 14 ] |
| 2004年（平成16年） | 152              | [ * 15 ] |
| 2005年（平成17年） | 141              | [ * 16 ] |
| 2006年（平成18年） | 130              | [ * 17 ] |
| 2007年（平成19年） | 131              | [ * 18 ] |
| 2008年（平成20年） | 125              | [ * 19 ] |
| 2009年（平成21年） | 118              | [ * 20 ] |
| 2010年（平成22年） | 106              | [ * 21 ] |
| 2011年（平成23年） | 96               | [ * 22 ] |
| 2012年（平成24年） | 90               | [ * 23 ] |
| 2013年（平成25年） | 96               | [ * 24 ] |
| 2014年（平成26年） | 91               | [ * 25 ] |
| 2015年（平成27年） | 94               | [ * 26 ] |

## 駅周辺
駅前にはロータリーはあるが、バス停は設置されていない。また、道の駅和田浦WA・O!が近隣に位置し、館山方面1番線ホームより間近に見ることが出来る。但し、道の駅WA・O!には、駅前の道を館山方面へ南下し、内房線南一号踏切を渡った後、国道128号を北上するため、駅より徒歩で約7分かかる。駅周辺は市街地となっており、中小商店、宿泊施設などが点在する。
- 国道128号
- 和田浦海水浴場（快水浴場百選）
- 烏場山（花嫁街道ハイキングコース）
- 和田漁港（捕鯨基地ともなっている）
- 南房総市役所和田支所（旧・和田町役場）
- 館山警察署和田駐在所
- 和田郵便局
- 南房総市立和田小学校
- 道の駅和田浦WA・O!（入口にはシロナガスクジラの骨格レプリカがある[9]）
- わだうらドライブイン
- 抱湖園
- 花の広場公園（花夢花夢）
- 和田浦お花畑
- 毎日新聞和田専売所
- 日東交通「和田浦駅入口」停留所

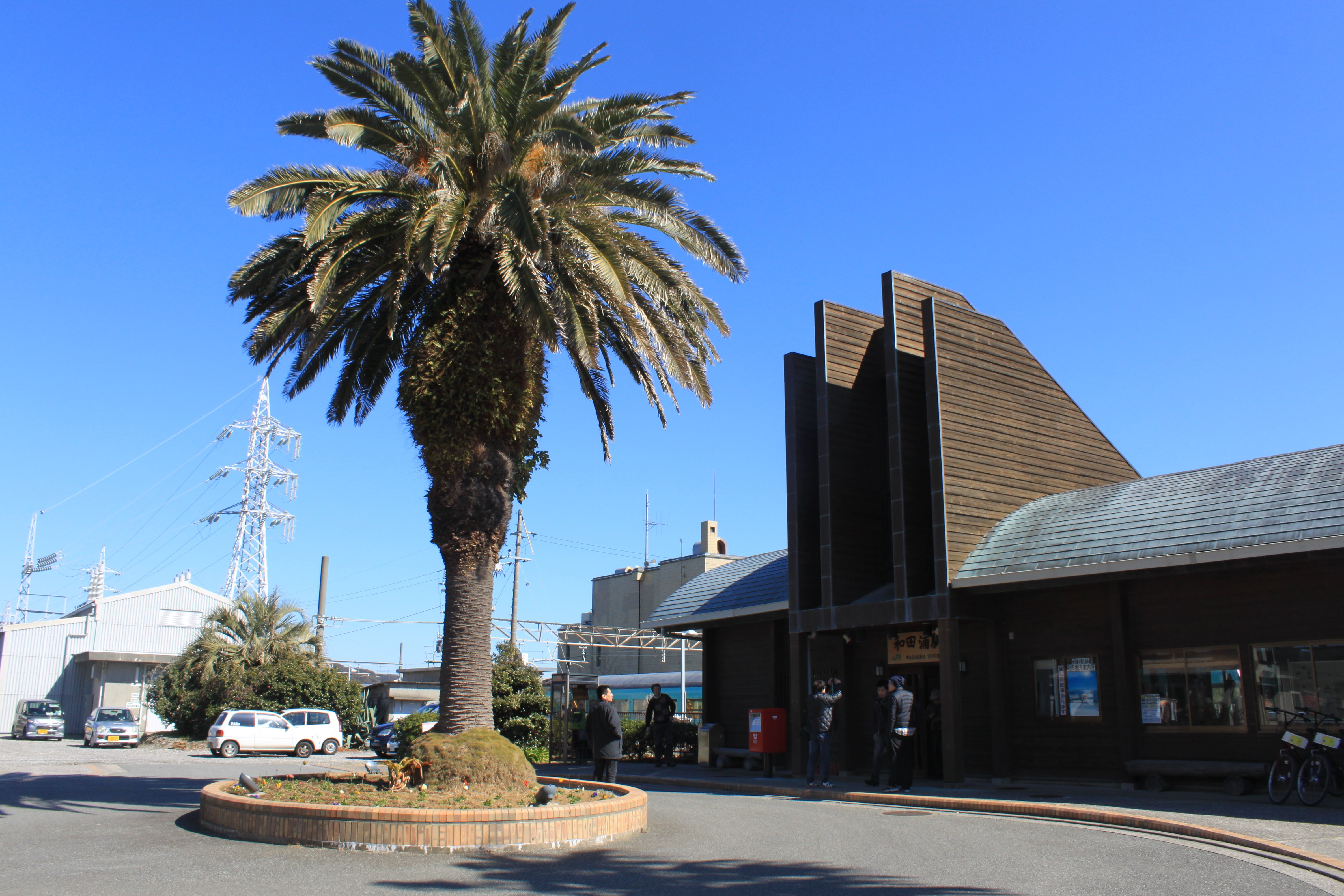
駅前広場（2012年2月）
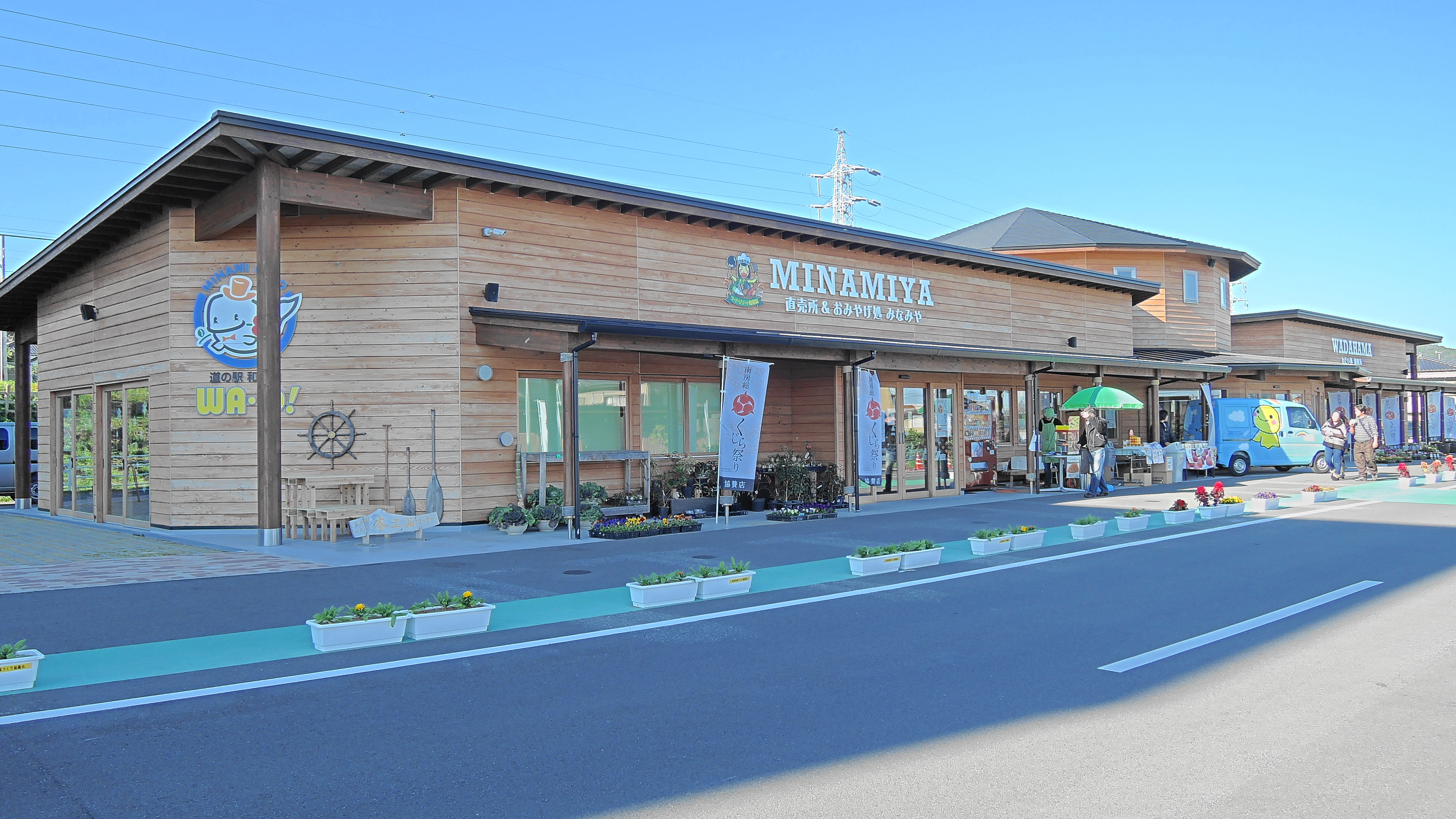
道の駅和田浦WA・O!
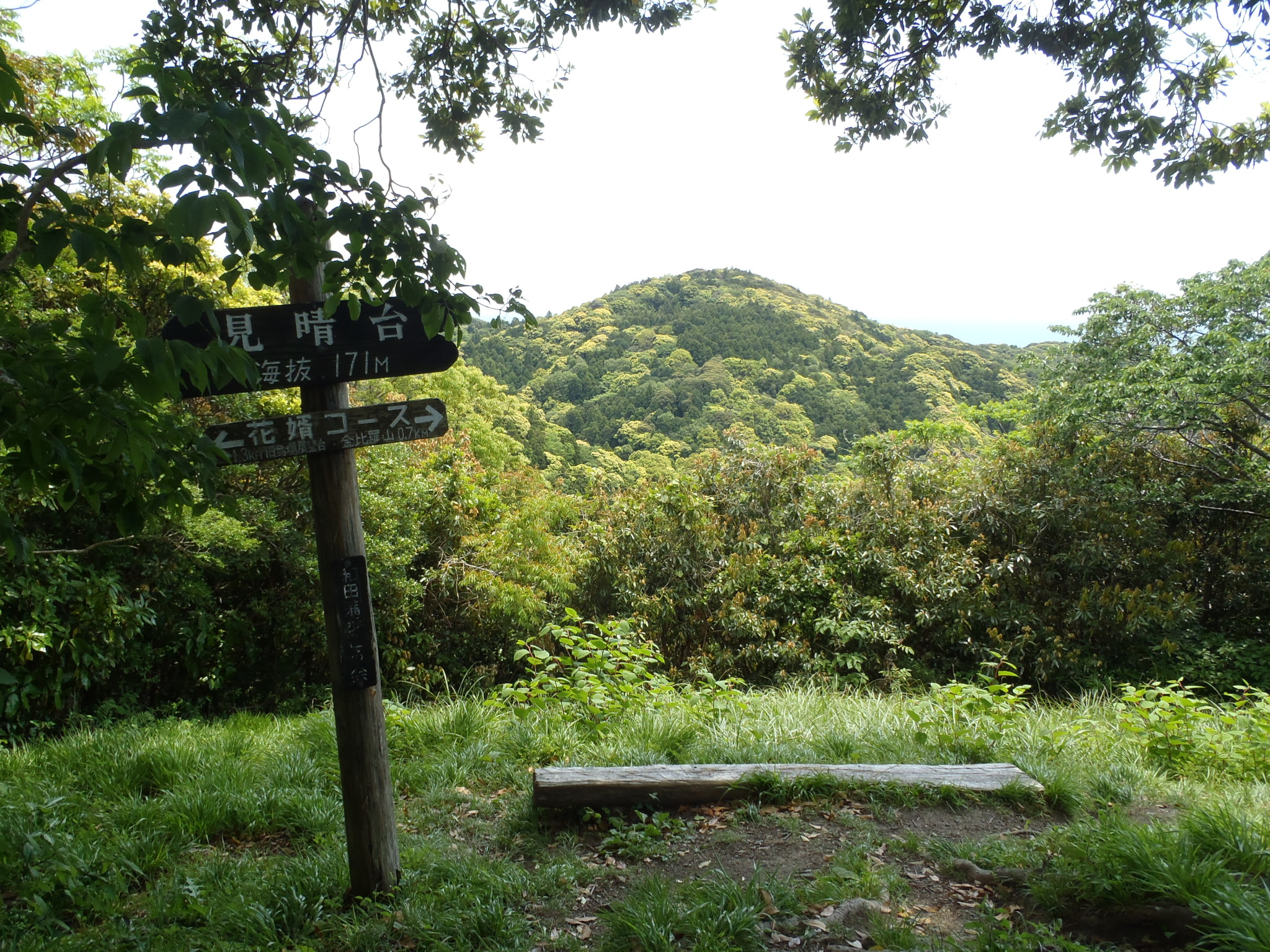
烏場山（花嫁街道見晴台）

## 隣の駅
東日本旅客鉄道（JR東日本）
■内房線
南三原駅 - 和田浦駅 - 江見駅

### 記事本文
1. 1 2 3  曽根悟（監修） 著、朝日新聞出版分冊百科編集部 編『週刊 歴史でめぐる鉄道全路線 国鉄・JR』 31号 内房線・外房線・久留里線、朝日新聞出版〈週刊朝日百科〉、2010年2月21日、14-15頁。
2. 1 2  石野哲（編）『停車場変遷大事典 国鉄・JR編 Ⅱ』JTB、1998年、620頁。ISBN 978-4-533-02980-6。
3. ↑  “「通報」中央本線梁川駅ほか6駅の駅員無配置について（旅客局）”. 鉄道公報 (日本国有鉄道総裁室文書課):  p. 2. (1985年2月27日)
4. 1 2 3  “鯨イメージの外観 JR千葉支社 和田浦駅の合築駅舎竣工”. 交通新聞 (交通新聞社):  p. 3. (1995年12月21日)
5. 1 2  （監修）「鉄道の日」関東実行委員会『駅の旅物語 関東の駅百選』（初版）人文社、2000年10月14日、174-175,229頁。ISBN 4795912807。
6. 1 2  『Suicaをご利用いただけるエリアが広がります。』（PDF）（プレスリリース）東日本旅客鉄道、2008年12月22日。オリジナルの2019年5月3日時点におけるアーカイブ。2019年7月30日閲覧。
7. 1 2  “広報みなみぼうそうお知らせ版平成29年3月号 > 和田浦駅の乗車券販売業務を終了します” (PDF).   南房総市. p. 1 (2017年2月23日). 2020年7月15日時点のオリジナルよりアーカイブ。2020年7月15日閲覧。
8. 1 2  “和田浦駅が無人へ JR東日本 市との委託契約終了で4月から”. 房日新聞. (2017年3月1日).  オリジナルの2019年3月1日時点におけるアーカイブ。 2020年10月26日閲覧。
9. ↑  “館山駅「くじら弁当」（1,000円）～南房総の食文化を守る駅弁!【ライター望月の駅弁膝栗毛】”. ニッポン放送 NEWS ONLINE.  ニッポン放送 (2020年4月13日). 2021年3月12日時点のオリジナルよりアーカイブ。2021年3月12日閲覧。

### 利用状況
1. ↑  千葉県統計年鑑 - 千葉県
2. ↑  南房総市統計書「データで見る南房総」 - 南房総市

JR東日本の2000年度以降の乗車人員
1. ↑  各駅の乗車人員（2000年度） - JR東日本
2. ↑  各駅の乗車人員（2001年度） - JR東日本
3. ↑  各駅の乗車人員（2002年度） - JR東日本
4. ↑  各駅の乗車人員（2003年度） - JR東日本
5. ↑  各駅の乗車人員（2004年度） - JR東日本
6. ↑  各駅の乗車人員（2005年度） - JR東日本
7. ↑  各駅の乗車人員（2006年度） - JR東日本
8. ↑  各駅の乗車人員（2007年度） - JR東日本
9. ↑  各駅の乗車人員（2008年度） - JR東日本
10. ↑  各駅の乗車人員（2009年度） - JR東日本
11. ↑  各駅の乗車人員（2010年度） - JR東日本
12. ↑  各駅の乗車人員（2011年度） - JR東日本
13. ↑  各駅の乗車人員（2012年度） - JR東日本
14. ↑  各駅の乗車人員（2013年度） - JR東日本
15. ↑  各駅の乗車人員（2014年度） - JR東日本
16. ↑  各駅の乗車人員（2015年度） - JR東日本

千葉県統計年鑑
1. ↑  千葉県統計年鑑（平成3年）
2. ↑  千葉県統計年鑑（平成4年）
3. ↑  千葉県統計年鑑（平成5年）
4. ↑  千葉県統計年鑑（平成6年）
5. ↑  千葉県統計年鑑（平成7年）
6. ↑  千葉県統計年鑑（平成8年）
7. ↑  千葉県統計年鑑（平成9年）
8. ↑  千葉県統計年鑑（平成10年）
9. ↑  千葉県統計年鑑（平成11年）
10. ↑  千葉県統計年鑑（平成12年）
11. ↑  千葉県統計年鑑（平成13年）
12. ↑  千葉県統計年鑑（平成14年）
13. ↑  千葉県統計年鑑（平成15年）
14. ↑  千葉県統計年鑑（平成16年）
15. ↑  千葉県統計年鑑（平成17年）
16. ↑  千葉県統計年鑑（平成18年）
17. ↑  千葉県統計年鑑（平成19年）
18. ↑  千葉県統計年鑑（平成20年）
19. ↑  千葉県統計年鑑（平成21年）
20. ↑  千葉県統計年鑑（平成22年）
21. ↑  千葉県統計年鑑（平成23年）
22. ↑  千葉県統計年鑑（平成24年）
23. ↑  千葉県統計年鑑（平成25年）
24. ↑  千葉県統計年鑑（平成26年）
25. ↑  千葉県統計年鑑（平成27年）
26. ↑  千葉県統計年鑑（平成28年）